# Konia
Konia è un piccolo genere di ciclidi haplochromini, in pericolo critico, endemici del Lago Barombi Mbo nel Camerun occidentale. Sono minacciati a causa dell'inquinamento e sedimentazione dovuti alle attività umane, e potenzialmente anche a causa di emissioni di anidride carbonica (CO2) dal fondo del lago (vedi anche Lago Nyos). Myaka, Pungu e Stomatepia sono tre altri generi di ciclidi ugualmente minacciati, anch'essi endemici del Lago Barombi Mbo.

## Specie
Vi sono attualmente due specie riconosciute in questo genere:
- Konia dikume (Trewavas, 1972) (Dikume)
- Konia eisentrauti (Trewavas, 1962) (Konye)